# Żywy skansen
Żywy skansen – rodzaj muzeum etnograficznego -  skansenu, który przeznaczony jest do użyteczności publicznej. Pełni często również funkcję hotelarską i gastronomiczną. Na jego obszarze odbywają się różnego rodzaju imprezy, np. folklorystyczne.